# Mittye
Mittye (románul: Mititei) falu Romániában, Erdélyben, Beszterce-Naszód megyében.

## Fekvése
Naszódtól nyugatra, A Nagy-Szamos jobb parti út mellett, Szamosmakód és Szálva közt fekvő település.

## Története
Mittye nevét 1547-ben említette először oklevél Mititel néven.
Későbbi névváltozatai: 1577-ben Mittitew, 1695-ben Mitité, 1717-ben Mitite, 1733-ban Mititej, 1760–1762 között Mititei, 1808-ban Mitite ~ Mititej, Mitit, Lunká, 1861-ben Mititej, 1888-ban Mititej (Mititeiu), 1913-ban Mittye.
A trianoni békeszerződés előtt Beszterce-Naszód vármegye Naszódi járásához tartozott. 1910-ben 720 lakosából 2 magyar, 11 német, 706 román volt. Ebből 706 görögkatolikus, 11 izraelita volt.